# بوريس كابي
بوريس كابي ((بالإنجليزية: Boris Kabi)‏؛ مواليد 12 ديسمبر 1984) لاعب كرة قدم إيفواري يجيد اللعب في مركز المهاجم مع نادي عجمان الإماراتي منذ عام 2012.

## روابط خارجية
- بوريس كابي على موقع قاعدة بيانات كرة القدم.إي يو (الإنجليزية)
- بوريس كابي على موقع Soccerway.com (الإنجليزية)